# フィリピン系アメリカ人
フィリピン系アメリカ人(フィリピンけいアメリカじん、タガログ語: Pilipino Amerikano) は、アメリカ合衆国に住むアジア系人種では中国系に次いで2番目に多く、340万人いるとされる。
フィリピン系アメリカ人を略して "Fil-Ams", や "Pinoy"と略すこともある。フィリピン系アメリカ人研究者 Dawn Mabalon によると、この表記は1926年のフィリピン系の学生による刊行物に初めて使われたとされる。
北アメリカにフィリピン人が入植し始めたのは16世紀 のことで、18世紀にはフィリピン人居留地も出来始めた。しかし大規模な移民はパリ条約によってフィリピン本土がスペインからアメリカの手に渡る20世紀の初めまでは起きなかった。1946年7月4日、アメリカによってフィリピンの独立が承認され、1930年代には少なくなっていた移民の数も1960年代には回復した。